# Хоулихед
Хо̀лихед (на английски: Holyhead; на уелски: Caergybi, Кайргъ̀би) е град в Северен Уелс, графство Ангълси. Разположен е на брега на залива Холихед Бей, който е част от Ирландско море на едноименния остров Ангълси. Има пристанище и крайна жп гара, от която се пътува до Бангор. От Холихед до столицата на Република Ирландия Дъблин пътува ферибот. Основен отрасъл в икономиката на града е производството на алуминий. Холихед е най-големият град на графство Ангълси. Населението му е 11 237 жители според данни от преброяването през 2001 г.